# Öskjuvatn
Öskjuvatn – jezioro w górskiej części Islandii o głębokości 220 m (najgłębsze jezioro na wyspie) i powierzchni 11 km².
Jezioro leży w kraterze wulkanu Askja w północno-wschodniej części lodowca Vatnajökull. Krater powstał w 1875 na skutek ogromnej erupcji wulkanu. 
10 lipca 1907 dwóch niemieckich uczonych, Walter von Knebel i Max Rudloff, zaginęło podczas badania jeziora w małej łodzi. Narzeczona Knebela, Ina von Grumbkow, zorganizowała ekspedycję poszukiwawczą, która jednak nie znalazła żadnych śladów.